# Pääsküla (stacja kolejowa)
Pääsküla (est. Pääsküla raudteejaam) – stacja kolejowa w Tallinnie, w prowincji Harjumaa, w Estonii. Znajduje się na szerokotorowej linii Tallinn – Keila, w dzielnicy Pääsküla. 11 km od dworca kolejowego w Tallinnie. Obsługiwany jest przez pociągi elektryczne Eesti Liinirongid.

## Linie kolejowe
- Tallinn – Keila